# フランクリン郡 (ノースカロライナ州)
フランクリン郡（英: Franklin County）は、アメリカ合衆国ノースカロライナ州の中央部に位置する郡である。2010年国勢調査での人口は60,619人であり、2000年の47,260人から28.3%増加した。郡庁所在地はルイスバーグ町（人口3,359人）であり、その全体が郡内に入っている町では同郡で人口最大の町でもある。
アメリカ合衆国行政管理予算局はフランクリン郡をローリー・ダーラム市・チャペルヒル広域都市圏に含めており、その都市圏人口は2012年推計で1,998,808人である。2003年6月6日に行政管理予算局が統計上都市圏を再定義し、それまで長くローリー・ダーラム・チャペルヒル大都市圏に入っていた区域を2つの大都市圏に分割した。ただし、2つに分かれても1つの大都市圏として機能し続けている。

## 歴史
フランクリン郡は1779年にビュート郡（現在は廃郡）の南半分から設立された。郡名はベンジャミン・フランクリンに因んで名付けられた。

### 郡域変遷年譜
- 1664年、アルベマール郡設立（当初の郡であり、その後廃郡）
- 1668年、アルベマール郡をカリタック郡、バークレー郡、シャフツベリー地区に分割
- 1681年、シャフツベリー地区をチョウォーン地区に改名
- 1722年、チョウォーン地区からバーティ地区設立
- 1739年、バーティ地区がバーティ郡になる
- 1741年、バーティ郡からエッジコム郡設立
- 1746年、エッジコム郡からグランビル郡設立
- 1754年、バーティ地区、エッジコム郡、グランビル郡の設立を国王ジョージ2世が枢密院で差し戻し
- 1756年、バーティ郡、エッジコム郡、グランビル郡を再設立
- 1764年、グランビル郡からビュート郡設立（後に廃郡）
- 1779年、ビュート郡からフランクリン郡を設立
- 1787年、ウェイク郡からフランクリン郡に一部譲渡
- 1875年、グランビル郡からフランクリン郡に一部譲渡
- 1881年、バンス郡設立のためフランクリン郡から一部を譲渡

## 郡の歌
フランクリン郡の歌は、公的な機会に最も適したものとして1929年のコンテストで郡歴史協会が選んだ。歌詞はゴールドサンドの農業教師フレッド・U・ウルフが作詞した。「メリーランド、マイ・メリーランド」の曲に付けられ、1979年の200周年祭で紹介された。1月29日の夜の集会で、ベス・ノリスが聴衆に向かい、ウルフ（引退してサウスカロライナ州ノースに住んでいた）がその歌はその夜のプログラムに入っていることに気付いたと報告した。
フランクリン郡の歌
| With loyalty we sing thy praise, Glory to thy honored name! Our voices loud in tribute raise, Making truth thy pow'r proclaim. Thy past is marked with vict'ry bold; Thy deeds today can ne'er be told, And heroes brave shall e'er uphold Franklin's name forevermore. We love thy rich and fruitful soil, Wood, and stream, and thriving town. We love the gift of daily toil, Making men of true renown. Thy church and school shall ever stand To drive the darkness from our land— A true and loyal, valiant band, Sons of Franklin evermore. A shrine of promise, pow'r and truth, Lasting righteousness and peace, A land of hope for toiling youth, Yielding songs that never cease. Let ev'ry son and daughter stay The hand of vice that brings decay. When duty's voice we shall obey, Franklin's name shall live for aye. | 忠実な心で我々は歌う、 汝が誉める栄光に包まれたその名を! 我らの声は称賛の中に響き 汝の力ある宣言を真実にする 汝の過去は勝利の力に満ち 汝の行いは今語られることもない 英雄の勇敢さが持ち上げられ フランクリンの名前が永遠になる 我らは汝の豊かで実りある台地を愛し 木々、小川、繁栄する町を愛し 日々の労働の贈り物を愛する 人々を真に名のあるものにする 汝の教会と学校は永遠に残り この土地から暗闇を追い出す 真実の忠誠で勇気ある仲間よ フランクリンの息子達に永遠を 約束、力と真実の聖地 構成さと平和を続ける 働く若者の希望の地 決して止むことのない歌を歌い 全ての息子と娘を留まらせよう 腐敗をもたらす悪徳の手 義務の声に従うとき フランクリンの名前は我らと共に生きる |

## 郡のモットー
- LEGES JURAQUE VINDICAMUS = "我々は法と正義を守る"

## 郡政府
フランクリン郡は、地域自治体の組織であるカー・タール地域自治体委員会のメンバーである。

## 地理
アメリカ合衆国国勢調査局に拠れば、郡域全面積は495平方マイル (1,282.0 km2)であり、このうち陸地492平方マイル (1,274.3 km2)、水域は3平方マイル (7.8 km2)で水域率は0.52%である。

### 郡区
フランクリン郡は10の郡区に分割されている。シーダーロック、サイプレス、ダン、フランクリントン、ゴールドマイン、ハリス、ヘイズビル、ルイスバーグ、サンディクリーク、ヤングスビルの各郡区である。

### 隣接する郡
- ウォーレン郡 - 北北東
- ナッシュ郡 - 東
- ウェイク郡 - 南西
- グランビル郡 - 西
- バンス郡 - 北北西
- ジョンストン郡 - 南
- ハリファックス郡 - 北東

## 人口動態
以下は2000年国勢調査による人口統計データである。
| 基礎データ - 人口: 47,260人 - 世帯数: 17,843 世帯 - 家族数: 12,882 家族 - 人口密度: 37人/km2（96人/mi2） - 住居数: 20,364軒 - 住居密度: 16軒/km2（41軒/mi2） 人種別人口構成 - 白人: 66.00% - アフリカン・アメリカン: 30.03% - ネイティブ・アメリカン: 0.44% - アジア人: 0.30% - 太平洋諸島系: 0.04% - その他の人種: 2.29% - 混血: 0.91% - ヒスパニック・ラテン系: 4.44% | 年齢別人口構成 - 18歳未満: 25.3% - 18-24歳: 8.4% - 25-44歳: 32.4% - 45-64歳: 22.9% - 65歳以上: 11.0% - 年齢の中央値: 36歳 - 性比（女性100人あたり男性の人口） - 総人口: 97.4 - 18歳以上: 95.4 世帯と家族（対世帯数） - 18歳未満の子供がいる: 33.5% - 結婚・同居している夫婦: 54.5% - 未婚・離婚・死別女性が世帯主: 13.1% - 非家族世帯: 27.8% - 単身世帯: 23.5% - 65歳以上の老人1人暮らし: 8.4% - 平均構成人数 - 世帯: 2.58人 - 家族: 3.03人 | 収入と家計 - 収入の中央値 - 世帯: 38,968米ドル - 家族: 44,540米ドル - 性別 - 男性: 31,543米ドル - 女性: 24,568米ドル - 人口1人あたり収入: 17,562米ドル - 貧困線以下 - 対人口: 12.6% - 対家族数: 10.0% - 18歳未満: 16.1% - 65歳以上: 16.8% |

## 都市と町
- バン
- センタービル
- フランクリントン
- ルイスバーグ - 郡庁所在地

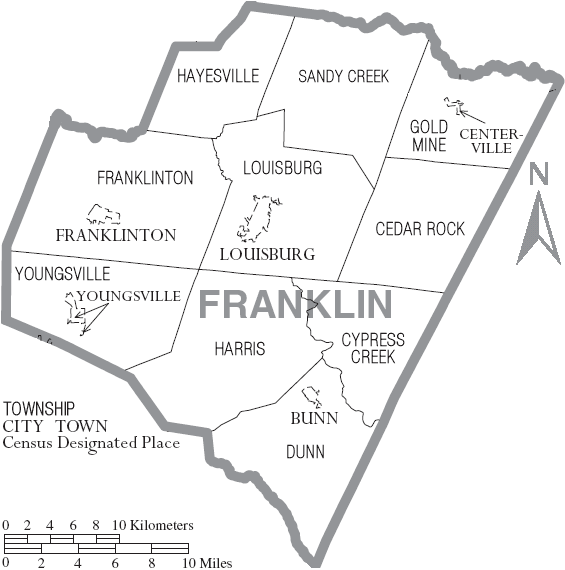
フランクリン郡の自治体と郡区

- ウェイクフォレスト、一部がフランクリン郡、大半はウェイク郡
- ヤングスビル

## 教育
郡内には2年制のメソジスト教会系ルイスバーグ・カレッジと、バンス・グランビル・コミュニティカレッジのサテライト・キャンパスがある。